# Марков, Александр Павлович
Александр Павлович Марков (1904—1976) — советский археолог, краевед и живописец-пейзажист. Один из первых археологов Алтая, открыл несколько палеолитических стоянок (1930—1936), директор Бийского краеведческого музея (1934—1938).

## Происхождение и ранние годы
Александр Павлович Марков родился 16 октября 1904 года в с. Нерчинский Завод Забайкальской области, в семье торговца. Его отец до 1912 года заведовал магазином Второва, затем открыл свой, но в 1916 году оставил торговлю и начал разработку золотого прииска, где был расстрелян партизанами в 1919 году. В школьные годы увлекался минералогией, собрал несколько сотен образцов минералов в отрогах Нерчинского хребта. Окончил восьмилетку, затем учительские курсы, работал учителем, затем служил в погранотряде. В 1928 г. переехал в Бийск, где работал учителем-воспитателем детдома.

## Археологическая деятельность (1930—1938)
Летом 1930 года Марков был привлечен директором Бийского краеведческого музея С. М. Сергеевым к археологическим раскопкам в качестве топографа и картографа. Во время раскопок обнаружил палеолитическую стоянку у с. Сростки:
…С. М. Сергеев побывал у М. Д. Копытова, изучившего курганы эпохи средневековья и раннего железного века на горе Пикет у с. Сростки, и в этот момент было сделано ещё одно замечательное открытие. При раскопках кургана А. П. Марков уклонился несколько в сторону от могильной ямы. В суглинке на глубине около 1 м ему неожиданно встретился обработанный камень. Марков передал находку Сергею Михайловичу, и тот узнал в ней палеолитическое скребло. Неожиданное открытие в Сростках архаичного орудия, залегавшего на значительной глубине, настолько поразило его, что, как вспоминает А. П. Марков, у него вывалилась изо рта знаменитая курительная трубка — его неизменный спутник.
В дальнейшем совместно с С. М. Сергеевым исследовал Бийскую (1931) и Енисейскую (1933) стоянки. В 1934 году принимал участие в проходившей в связи со строительством Чуйского тракта экспедиции ГИМ и ГАИМК под руководством С. В. Киселева и Л. А. Евтюховой. В 1935 году работал в Алтайской археологической экспедиции ГАИМК и Цудортранса под руководством С. В. Киселева, совместно с которым открыл стоянку Каратурук на р. Катунь (по другим данным, эта стоянка была им открыта совместно с Б. Х. Кадиковым много позже, в 1965 году). В 1936 году, проводя самостоятельную археологическую разведку, обнаружил палеолитические стоянки у р. Уткуль и у сел Одинцовка и Акутиха (по мнению А. Л. Кунгурова, эти стоянки были ранее были описаны М. Д. Копытовым, а Марков посещал их в 1936 году для картографирования и оценки состояния), впоследствии утраченные, с которых произвел сбор материалов, описанных Г. П. Сосновским. В 1937 им было выявлено не менее десяти курганных групп при разведке по р. Песчаная между с. Солоновка и Катунское, также ныне утраченных.

## Краеведческая деятельность (1934—1938)
К 1934 году Марков окончил полуторагодичные Высшие музейные курсы в Москве, где посещал лекции по археологии А. П. Смирнова и А. В. Арциховского, а также занятия Д. Ф. Богословского по реставрации живописи. После этого он сменил С. М. Сергеева, отбывшего в Горно-Алтайск заведовать Ойротским краеведческим музеем, на посту директора Бийского краеведческого музея. Он занимался сбором, учётом и описью археологического (на стоянках в поймах рек Бии и Оби), зоологического, ботанического и геологического материала. Этнографы А. Г. Данилин и Л. П. Потапов, посещавшие музей, отмечали, что при скудости имеющихся средств музей успешно решал свои задачи.

## Заключение (1938—1946)
В 1928 году Марков был выселен из погранполосы как «социально чуждый элемент». В 1937 году был арестован муж его старшей сестры, а в январе 1938 года — его младший брат. 12 июня 1937 года, посещая Г. И. Чорос-Гуркина, у которого планировал приобрести картины для музея, стал свидетелем его ареста и проходил в качестве понятого. 27 мая 1938 года Александр Марков был арестован, 25 октября был осужден на 8 лет лагерей за контрреволюционную агитацию (п. 10 58-й статьи) и вредительство в музее. В марте 1939 года этапирован в Усольлаг, где работал на лесоповале и молевом сплаве. За два года до освобождения был привлечен начальником лагеря, заметившим, как он вырезает портсигар из березового капа, к изготовлению сувениров и плакатов. В Бийск вернулся в 1946 году. 3 октября 1962 года Президиум Алтайского суда полностью реабилитировал Александра Маркова за отсутствием состава преступления.

## Художественная деятельность (1946—1976)
Пейзажной живописью Марков увлекался ещё со школьных лет. Переехав в Бийск, познакомился с работами Г. И. Чорос-Гуркина, которые высоко ценил. Его наставником в живописи был ученик Чорос-Гуркина Д. И. Кузнецов. После освобождения из заключения Марков практически не возвращался к археологии (за исключением раскопок совместно с Б. Х. Кадиковым) и всецело посвятил себя живописи. Он поступил на работу в художественную мастерскую артели «1 мая» и впоследствии возглавил её, а также много лет вел занятия в местной изостудии. В течение многих лет он был инициатором и организатором городских художественных выставок, а его собственные работы экспонировались на всех бийских, двух краевых и одной всесоюзной выставке. В советский период было организовано три его персональных выставки, первая из которых содержала около 80 работ, а вторая, «Синегорый Алтай» 1970 года — 166 работ. Третья персональная выставка проходила в 1974 году и была приурочена к 70-летию художника. В 2024 году, к 120-летию со дня его рождения, в Бийском краеведческом музее имени В. В. Бианки была организована четвёртая персональная выставка «Алтай — любимая песня», на которой было представлено более 50 работ из коллекции музея.

## Оценки деятельности
Несмотря на то, что к началу археологических раскопок А. П. Марков не имел специальной археологической подготовки, он, по оценкам специалистов, является одним из первооткрывателей палеолита на Алтае. Сросткинская стоянка, открытая А. П. Марковым в составе экспедиции С. М. Сергеева, собрала рекордную для палеолитических памятников библиографию и, по мнению А. Л. Кунгурова, к началу XXI века являлась самым изученным верхнепалеолитическим памятником Алтая. В 1995 году группа стоянок «Сростки» была включена в «Перечень объектов исторического культурного наследия» федерального значения. Исследование же Бийской и Енисейской палеолитических стоянок вызвало подъём интереса к изучению палеолитической истории Алтая и стало, по мнению В. Е. Ларичева, одной из причин командирования на Алтай Г. П. Сосновского, подтвердившего, вопреки мнению Н. К. Ауэрбаха, палеолитический характер находок А. П. Маркова и М. Д. Копытова.
Пейзажи А. П. Маркова и его творческий путь как живописца неоднократно обсуждались в региональной прессе. Хотя отмечались недостатки его работ, присущие самоучке, его стремление запечатлеть природу Горного Алтая сделало его известным среди жителей Бийска и Алтая в целом.
В 1975 году был награждён медалью «За доблестный труд в ВОВ», несмотря на то, что годы войны провел в заключении.